# Esther Alcocer Koplowitz
Esther Alcocer Koplowitz (Madrid, 10 de novembre de 1970) és una empresària espanyola, presidenta del consell d'administració de Fomento de Construcciones y Contratas des de gener de 2013 i vocal del Consell d'Administració de Cementos Portland. És la filla gran d'Esther Koplowitz i d'Alberto Alcocer Torra.
És llicenciada en dret i ha cursat el Programa d'Administració i Direcció d'Empreses de l'Institut d'Estudis Superiors de l'Empresa. El 5 d'agost de 1993 es va casar amb l'empresari Pablo Santos Tejedor. Del matrimoni entre Esther i Pablo han nascut dues nenes i un nen.
El 27 de gener de 2014 va ser nomenada vicepresidenta primera del Capítol Ibèric del Consell Empresarial d'Amèrica Llatina. També forma part dels patronats de la Fundació Dones per Àfrica i Fundació Carolina.